# Бухалов, Юрий Фёдорович
Юрий Фёдорович Бухалов (укр. Юрій Федорович Бухалов; 27 июля 1921, Харьков, Украинская ССР — 10 ноября 1996, там же, Украина) — советский и украинский партийный деятель и учёный-философ, доктор философских наук (1973), профессор. Секретарь Харьковского областного комитета КПУ (1961—1963), заведующий (1963—1975) и профессор (1975—1996) кафедры философии Харьковского государственного университета имени А. М. Горького.
Участник Великой Отечественной войны.